# Joseph Sistrom
Joseph Sistrom, né le 7 août 1912 à Chicago (États-Unis) et mort le 7 avril 1966 à Los Angeles (États-Unis), est un producteur de cinéma américain.

## Filmographie
- 1939 : L'Empreinte du loup solitaire (The Lone Wolf Spy Hunt) de Peter Godfrey (producteur associé)
- 1941 : The Night of January 16th (producteur associé)
- 1942 : Au pays du rythme (Star Spangled Rhythm) (non crédité)
- 1942 : Henry and Dizzy (producteur associé)
- 1942 : Night in New Orleans (producteur associé)
- 1942 : Trois Gouttes de poison (Sweater Girl) de William Clemens (producteur associé) (non crédité)
- 1942 : La Sentinelle du Pacifique (Wake Island)
- 1943 : Diviser pour régner (Divide and Conquer) (non crédité)
- 1944 : Assurance sur la mort (Double Indemnity) (non crédité)
- 1944 : Hitler et sa clique (The Hitler Gang)
- 1945 : La Blonde incendiaire (Incendiary Blonde)
- 1947 : Chansons dans le vent (Something in the Wind)
- 1948 : The Saxon Charm
- 1951 : Duel sous la mer (Submarine Command)
- 1952 : Le Vol du secret de l'atome (The Atomic City)
- 1952 : Les Bagnards de Botany Bay ([Botany Bay)
- 1954 : General Electric Theater (aussi G.E. Theater, série télévisée, 4 épisodes)
- 1957 : Hemo the Magnificent (téléfilm, producteur associé)
- 1957 : The Strange Case of the Cosmic Rays (téléfilm, producteur associé)
- 1958 : The Unchained Goddess (téléfilm, producteur associé)
- 1959 : Markham (série télévisée, 39 épisodes, 1959-1960)
- 1961 : Milliardaire pour un jour (aussi Milliardaire d'un jour, Pocketful of Miracles) (producteur associé)

## Récompenses et distinctions

### Nominations
- 1943 : Oscar du meilleur film pour La Sentinelle du Pacifique (Wake Islande)
- 1945 : Oscar du meilleur film pour Assurance sur la mort (Double Indemnity)